# 238
Năm 238 là một năm trong lịch Julius. 